# Ma Zhanshan
Ma Zhanshan (chinois simplifié = 马占山, chinois traditionnel = 馬占山, pinyin = Mǎ Zhànshān, Wade-Giles = Ma Chan-shan) ou Ma Chan-san (30 novembre 1885 – 29 novembre 1950) est un général chinois musulman qui s'opposa à l'armée impériale japonaise durant l'invasion de la Mandchourie de 1931, puis se rallia brièvement au Mandchoukouo avant de se rebeller et de retourner combattre les Japonais en Mandchourie et dans d'autres régions de la Chine.
Son nom musulman est Muazzam Husain (حسین لمعظم).

## Jeunesse
Ma est né à Gongzhuling dans la province du Jilin, dans une pauvre famille de bergers. À 20 ans, il devient garde de sécurité du comté de Huaide. Il est promu en tant que garde moniteur du 4e bataillon de sécurité pour sa bonne adresse au tir et à l'équitation, par Wu Junsheng, commandant de la patrouille routière de Tianhou et du bataillon de défense de Mukden en 1908.
Selon certaines sources occidentales, Ma Zhanshan est né au Liaoning en 1887. Beaucoup d'autres indiquent cependant 1885.
En 1913, Ma est nommé major et commandant de la 3e compagnie, du 3e régiment, et de la 2e brigade de l'armée centrale de cavalerie dans l'armée de terre de la République de Chine. En 1920, il est promu colonel et rejoint son mentor, le seigneur de guerre Wu Junsheng.
Il commence sa carrière militaire dans l'armée du Nord-Est de Zhang Zuolin, servant en tant que commandant de la 5e brigade de cavalerie, de la 17e division de cavalerie, puis en tant que brigadier de la 3e brigade d'infanterie de l'armée du Heilongjiang. Après la mort de Zhang en 1928, Ma est nommé commandant chargé de la suppression des bandits du Heilongjiang, et commandant-en-chef de la cavalerie de la province en 1928.
Des documents diplomatiques britanniques le décrivent comme l'un des militaires « bandits » qui n'ont reçu ni entraînement, ni apprentissage, ni instruction.

## L'invasion de la Mandchourie

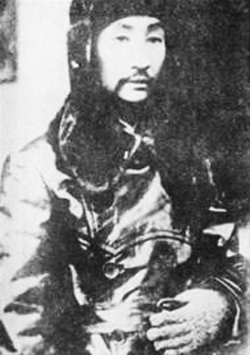
Ma Zhanshan

Après l'incident de Mukden de 1931, lorsque l'armée japonaise du Guandong envahit les provinces du Liaoning et du Jilin, le gouverneur du Heilongjiang, Wan Fulin, était parti à Pékin sans confier à personne la tâche d'organiser la défense contre les Japonais. Zhang Xueliang télégraphie au gouvernement de Nankin pour demander des instructions, avant de nommer Ma Zhanshan au poste de gouverneur et commandant-en-chef de la province du Heilongjiang le 10 octobre 1931. Ma arrive à la capitale Qiqihar le 19 octobre et prend sa fonction le lendemain. Il organise des conseils militaires et inspecte personnellement les défenses tout en affrontant des personnalités intérieures appelant à la reddition, il disait : « J'ai été nommé président de la province, et j'ai la responsabilité de défendre la province et je n'ai jamais été un général qui se rend ».
Les troupes japonaises ne cessent de demander de réparer le pont de la rivière Nen, qui avait été dynamité auparavant lors de troubles civils pour empêcher un seigneur de guerre rival d'avancer. Ces demandes sont refusées par Ma Zhanshan et les Japonais envoient eux-mêmes une équipe de réparation escortée par 800 soldats. Près de 2 500 Chinois les attendent au pont et une échauffourée appelée la « résistance au pont de la rivière Nen » s'ensuit. Chaque camp accuse l'autre d'avoir ouvert le feu sans sommation, et c'est ainsi que commence la campagne de Jiangqiao. Bien qu'ayant été forcé de retirer ses troupes face aux tanks et à l'artillerie japonaises, Mace devient un héros national pour sa résistance aux Japonais, qui est reportée dans la presse chinoise et internationale. Ting Chao et d'autres commandant hauts gradés suivent l'exemple de Ma à Harbin et partout ailleurs, et son succès inspire les Chinois de Mandchourie d'aider ou de s'enrôler dans ses forces. Le 18 novembre, Ma évacue Qiqihar. Cependant, après que le général Ting Chao ait été chassé de Harbin, les forces de Ma subissent de lourdes pertes et sont très vite repoussées au-delà de la frontière soviétique.
Ma appelle à l'aide par télégramme la société des Nations contre les Japonais. 2 000$ sont envoyés par la communauté chinoise des États-Unis pour l'aider dans la lutte.

## Au service du Mandchoukouo
Du fait de sa célébrité et de ses efforts héroïques pour résister à l'invasion japonaise de la Mandchourie, le colonel Kenji Doihara offre à Ma Zhanshan une énorme somme de 3 000 000$ en or pour rejoindre la nouvelle armée impériale du Mandchoukouo. Ma accepte, et propose de faire le tour de la région pour réconcilier la population locale avec le nouveau gouvernement. Il est à Shenyang en janvier 1932 pour assister à la proclamation de l'État du Mandchoukouo, largement contrôlé par l'empire du Japon. Ma est malade à cette époque, ce qui lui permet d'éviter de signer la déclaration d'indépendance du Mandchoukouo. Il assiste à la cérémonie d'intronisation de Puyi en tant qu'empereur du Mandchoukouo en mars de la même année, et est nommé ministre de la Guerre et gouverneur du Heilongjiang. Les Japonais ne font cependant pas totalement confiance en Ma, et (comme pour d'autres fonctionnaires du Mandchoukouo) il doit demander l'accord de ses conseillers japonais avant d'engager toutes actions dans sa province.
Le général Ma décide secrètement de se rebeller contre les Japonais et utilise de grandes sommes d'argent japonais pour former et équiper sa nouvelle force de volontaires. Il achemine discrètement des armes et des munitions hors des arsenaux et met en sécurité les femmes et les familles de ses hommes. Le 1er avril 1932, il sort de Qiqihar avec ses hommes pour un supposé tour d'inspection. Cependant, le 7 avril, à Heihe, il annonce le rétablissement du gouvernement provincial du Heilongjiang, et son indépendance du Mandchoukouo. Ma réorganise ses troupes en 9 brigades au début de mai, et forme 11 autres troupes de volontaires à Buxi, Gannan, Keshan, Kedong et ailleurs. Cette force est appelée l'« armée du salut national anti-japonaise du Nord-Est » et Ma s'en nomme commandant-en-chef nominal, tout comme celui des autres armées de volontaires anti-japonaises de la région, commandant une armée totale d'environ 300 000 hommes au plus haut de sa force.
Les unités de Ma organisent des embuscades le long des principales routes et Malmènent les troupes du Japon et du Mandchoukouo dans plusieurs engagements. Lors d'une campagne offensive, l'armée japonaise du Guandong parvient à encercler et détruire l'armée de Ma. Ses troupes réussissent, malgré de lourdes pertes préalables, à s'échapper du fait de la passivité des troupes du Mandchoukouo. En septembre, Ma Zhanshan arrive à Longmen et entre en contact avec l'armée du salut national de Heilungkiang de Su Bingwen. Lors d'une campagne offensive, 30 000 Japonais et hommes du Mandchoukouo forcent Ma Zhanshan et Su Bingwen à se retirer au-delà de la frontière avec l'Union soviétique en décembre. La plupart de ses troupes sont alors déplacées vers la province de Rehe.
Ma Zhanshan prend ensuite le commandement de 3 500 combattants de guérilla contre les Japonais, qui attaquent entre autres le trésor du Mandchoukouo, Changchun, la capitale, et dérobent six avions japonais sur un terrain d'aviation.
Ma perturbe tellement les opérations japonais que lorsque son équipement et son cheval sont capturés, les Japonais les présentent à l'empereur à Tokyo en affirmant qu'il est enfin mort. Ils enragent lorsqu'ils découvrent qu'il a survécu et qu'il s'est échappé. Un journal chinois mentionne que « la persistance avec laquelle les télégrammes japonais réitèrent et insistent sur le fait que le général Ma Chan-san est mort frôle le comique ». Les Japonais, continuent pendant plusieurs mois, d'inventer différentes versions de la mort supposée de Ma Zhanshan.
Après sa fuite, ses hommes continuent le combat, terrorisant les Japonais. Ils capturent 350 otages japonais et coréens et les retiennent pendant des semaines, et enlèvent des étrangers comme le fils d'un général britannique ou la femme d'un exécutif américain.

## Durant la seconde guerre sino-japonaise
Ma reste à l'étranger un certain moment, en Union soviétique, en Allemagne ou en Italie fasciste, et ne rentre en Chine qu'en juin 1933.
Il est l'un des commandants supposés de l'armée soviétique pendant la rébellion islamique du Xinjiang (1937) (en), durant laquelle il combat contre son coreligionnaire musulman, le général Ma Hushan. Il est rapporté qu'il mène une troupe russe déguisé avec des uniformes chinois, en plus de bombardiers, durant l'attaque, qui avait été demandé par Sheng Shicai. D'autres sources ne mentionnent pas cette participation incertaine de Ma Zhanshan dans ce conflit, puisqu'il est commandant-en-chef de la cavalerie de l'armée nationale révolutionnaire en Chine en 1937.
Il demande à Tchang Kaï-chek des troupes pour combattre les Japonais mais celui-ci lui refuse. Ma s'installe ensuite à Tianjin jusqu'en octobre 1936 lorsque Tchang Kaï-chek l'envoie soudainement combattre les communistes dans la guerre civile chinoise. Se trouvant à Xi'an au moment de l'« incident de Xi'an », il suggère à Zhang Xueliang de ne pas tuer Tchang Kaï-chek pendant que le pays est encore en guerre et signe la « déclaration de la situation politique actuelle » rédigée par Zhang Xueliang et Yang Hucheng. Zhang Xueliang nomme Ma Zhanshan au poste de commandant-en-chef de l'« armée du groupe de cavalerie anti-japonaise pour aider le Suiyuan », qui est dissoute lorsque Zhang Xueliang est placé en détention par Tchang Kaï-chek.
Après l'incident du pont Marco Polo de 1937, Ma Zhanshan est nommé commandant-en-chef de la force avancée du Nord-Est responsable des quatre provinces de Mandchourie, le Liaoning, le Jilin, le Heilongjiang et le Rehe. Ma Zhanshan établi un quartier-général à Datong en août 1937 et mène ses troupes contre les Japonais dans les provinces du Cháhāěr, Suiyuan, Datong et Shanxi et il coopère avec les troupes de Fu Zuoyi dans la défense de Suiyuan et pendant la guerre du Yinshan.
Ma Zhanshan enrage contre la politique de non-résistance du Kuomintang et rejoint le Parti communiste chinois dans sa politique anti-japonaise. Il se rend à Yan'an en 1939 afin de négocier un compromis avec l'Armée rouge chinoise. Ma Zhanshan est nommé président du gouvernement provincial du Heilongjiang en août 1940 par le Parti communiste, et conserve ce poste en secret jusqu'à la fin de la guerre.
Après la défaite du Japon en 1945, le Kuomintang nomme Ma Zhanshan au poste de commandant de la sécurité du Nord-Est. Il s'installe alors à Shenyang, mais se retire un an et demi plus tard dans sa maison de Pékin en déclarant être malade. Il se rallie au parti communiste en janvier 1949 après avoir persuadé le général Fu Zuoyi d'autoriser les communistes à capturer la ville sans effusion de sang. Après la fondation de la République populaire de Chine, le président Mao Zedong l'invite à assister à la conférence consultative politique du peuple chinois de juin 1950, mais il ne peut s'y rendre à cause de son état de santé et il meurt la même année le 29 novembre à Pékin.